# Eduardo Sánchez (réalisateur)
Pour les articles homonymes, voir Eduardo Sánchez et Sánchez.
Eduardo Sánchez est un réalisateur, scénariste et producteur américain d'origine cubaine, né le 20 décembre 1968.

## Filmographie

### Réalisateur
- 1999 : Le Projet Blair Witch (The Blair Witch Project) (avec Daniel Myrick)
- 1999 : Sticks and Stones: Investigating the Blair Witch (vidéo)
- 1999 : Curse of the Blair Witch (documentaire télévisé)
- 2006 : Altered : Les Survivants
- 2008 : Seventh Moon (en)
- 2009 : ParaAbnormal (vidéo)
- 2011 : Lovely Molly
- 2013 : V/H/S/2 (sketch : A Ride in the Park)
- 2013 : Four Corners of Fear (vidéo)
- 2014 : Exists
- 2021 : American Horror Stories (saison 1, épisode 3)

### Scénariste
- 1999 : Le Projet Blair Witch (The Blair Witch Project) de lui-même et Daniel Myrick
- 1999 : Sticks and Stones: Investigating the Blair Witch (vidéo)
- 1999 : Curse of the Blair Witch de lui-même (documentaire télévisé)
- 2006 : Altered : Les Survivants de lui-même
- 2008 : Seventh Moon (en) de lui-même
- 2009 : ParaAbnormal de lui-même (vidéo)
- 2011 : Lovely Molly de lui-même
- 2013 : V/H/S/2 de lui-même (sketch : A Ride in the Park)
- 2013 : Four Corners of Fear de lui-même (vidéo)

### Producteur
- 2000 : Blair Witch 2 : Le Livre des ombres (Book of Shadows: Blair Witch 2) de Joe Berlinger (producteur délégué)
- 2009 : ParaAbnormal de lui-même (vidéo ; producteur délégué)
- 2011 : Small Hours de Johnny Rice (producteur délégué)
- 2011 : Midnight Son (en) de Scott Leberecht (producteur délégué)
- 2013 : Four Corners of Fear (vidéo ; producteur)
- 2013 : Ninjas vs. Monsters de Justin Timpane (producteur délégué)

### Monteur
- 1999 : Le Projet Blair Witch (The Blair Witch Project) de lui-même et Daniel Myrick
- 2011 : Lovely Molly de lui-même
- 2013 : V/H/S/2 de lui-même (sketch : A Ride in the Park)

### Acteur
- 1999 : Sticks and Stones: Investigating the Blair Witch de lui-même (vidéo) : l'intervieweur (voix)
- 2006 : Altered : Les Survivants de lui-même : un guerrier haineux

## Distinctions

### Récompenses
- Festival de Cannes 1999 : Meilleur film étranger (Le Projet Blair Witch, avec Daniel Myrick)
- Puchon International Fantastic Film Festival 1999 : Prix du public (Le Projet Blair Witch, avec Daniel Myrick)
- Festival international du film de Catalogne 1999 : « Special mention » (Le Projet Blair Witch, avec Daniel Myrick)
- Florida Film Critics Circle 2000 : Orange d'or (Le Projet Blair Witch, avec les producteurs)
- Film Independent's Spirit Awards 2000 : Meilleur film - sous 500 000 de dollars (Le Projet Blair Witch, avec Daniel Myrick, Gregg Hale et Robin Cowie)

### Nominations
- Puchon International Fantastic Film Festival 1999 : Meilleur de Puchon (Le Projet Blair Witch, avec Daniel Myrick)
- Festival international du film de Catalogne 1999 : Meilleur film (Le Projet Blair Witch, avec Daniel Myrick)
- ALMA Awards 2000 : Réalisateur exceptionnel du long-métrage (Le Projet Blair Witch)
- Bram Stoker Awards 2000 : Meilleur scénariste (Le Projet Blair Witch, avec Daniel Myrick)
- Csapnivalo Awards 2000 : Meilleur scénario (Le Projet Blair Witch, avec Daniel Myrick)
- Online Film Critics Society 2000 : Meilleur film débutant (Le Projet Blair Witch, avec Daniel Myrick)
- Razzie Awards 2001 : Pire scénariste (Blair Witch 2 : Le Livre des ombres, avec Daniel Myrick, Dick Beebe et Joe Berlinger )